# Katarische Fußballnationalmannschaft (U-17-Junioren)
Die katarische U-17-Fußballnationalmannschaft ist eine Auswahlmannschaft katarischer Fußballspieler. Sie unterliegt der Qatar Football Association und repräsentiert sie international auf U-17-Ebene, etwa in Freundschaftsspielen gegen die Auswahlmannschaften anderer nationaler Verbände, bei U-16-Asienmeisterschaften und U-17-Weltmeisterschaften.
Die Mannschaft wurde 1990 Asienmeister und fünfmal Vize-Asienmeister, einmal erreichte sie den dritten Platz.
Ihr bestes Ergebnis bei Weltmeisterschaften war der vierte Platz 1991 in Italien. Dabei verlor sie im Halbfinale gegen den späteren Weltmeister Ghana im Elfmeterschießen und unterlag anschließend im Spiel um Platz drei, ebenfalls im Elfmeterschießen, Argentinien.
1987 und 1999 erreichte sie jeweils das Viertelfinale, schied aber gegen die Elfenbeinküste beziehungsweise den späteren Vize-Weltmeister Australien aus.

## Teilnahme an U-17-Weltmeisterschaften
(Bis 1989 U-16-Weltmeisterschaft)
| 1985 | Vorrunde           |
| 1987 | Viertelfinale      |
| 1989 | nicht qualifiziert |
| 1991 | 4. Platz           |
| 1993 | Vorrunde           |
| 1995 | Vorrunde           |
| 1997 | nicht qualifiziert |
| 1999 | Viertelfinale      |
| 2001 | nicht qualifiziert |
| 2003 | nicht qualifiziert |
| 2005 | Vorrunde           |
| 2007 | nicht qualifiziert |
| 2009 | nicht qualifiziert |
| 2011 | nicht qualifiziert |
| 2013 | nicht qualifiziert |
| 2015 | nicht qualifiziert |
| 2017 | nicht qualifiziert |
| 2019 | nicht qualifiziert |
| 2023 | nicht qualifiziert |

## Teilnahme an U-16-Asienmeisterschaft
| U-16-Asienmeisterschaft  | U-17-Asienmeisterschaft  |
| ------------------------ | ------------------------ |
| 1985: 2. Platz           |                          |
| 1986: 2. Platz           |                          |
| 1988: Vorrunde           |                          |
| 1990: Asienmeister       |                          |
|                          | 1992: 2. Platz           |
|                          | 1994: 2. Platz           |
|                          | 1996: nicht qualifiziert |
|                          | 1998: 2. Platz           |
|                          | 2000: nicht qualifiziert |
|                          | 2002: Viertelfinale      |
|                          | 2004: 3. Platz           |
|                          | 2006: nicht qualifiziert |
| 2008: nicht qualifiziert |                          |
| 2010: nicht qualifiziert |                          |
| 2012: nicht qualifiziert |                          |
| 2014: Vorrunde           |                          |
| 2016: nicht qualifiziert |                          |
| 2018: nicht qualifiziert |                          |
|                          | 2023: Vorrunde           |

## Trainer
- Tom Saintfiet (2004)